# Trachylepis
Trachylepis é um género de répteis escamados da família Scincidae.

## Espécies
Este género contém as seguintes espécies:
- Trachylepis acutilabris (PETERS, 1862)
- Trachylepis adamastor CERIACO, 2015
- Trachylepis affinis (GRAY, 1838)
- Trachylepis albilabris (HALLOWELL, 1857)
- Trachylepis albotaeniata (BOETTGER, 1913)
- Trachylepis atlantica (SCHMIDT, 1945)
- Trachylepis aureogularis (MÜLLER, 1885)
- Trachylepis aureopunctata (GRANDIDIER, 1867)
- Trachylepis bayonii (BOCAGE, 1872)
- Trachylepis bensonii (PETERS, 1867)
- Trachylepis betsileana (MOCQUARD, 1906)
- Trachylepis binotata (BOCAGE, 1867)
- Trachylepis bocagii (BOULENGER, 1887)
- Trachylepis boettgeri (BOULENGER, 1887)
- Trachylepis boulengeri (STERNFELD, 1911)
- Trachylepis brauni (TORNIER, 1902)
- Trachylepis brevicollis (WIEGMANN, 1837)
- Trachylepis buettneri (MATSCHIE, 1893)
- Trachylepis capensis (GRAY, 1831)
- Trachylepis casuarinae (BROADLEY, 1974)
- Trachylepis chimbana (BOULENGER, 1887)
- Trachylepis comorensis (PETERS, 1854)
- Trachylepis cristinae SINDACO, METALLINOU, PUPIN, FASOLA & CARRANZA, 2012
- Trachylepis damarana (PETERS, 1870)
- Trachylepis depressa (PETERS, 1854)
- Trachylepis dichroma GÜNTHER, WHITING & BAUER, 2005
- Trachylepis dumasi (NUSSBAUM & RAXWORTHY, 1995)
- Trachylepis elegans PETERS, 1854
- Trachylepis ferrarai (LANZA, 1978)
- Trachylepis gonwouoi ALLEN, TAPONDJOU, WELTON & BAUER, 2017
- Trachylepis gravenhorstii (DUMÉRIL & BIBRON, 1839)
- Trachylepis hemmingi (GANS, LAURENT & PANDIT, 1965)
- Trachylepis hildebrandtii (PETERS, 1874)
- Trachylepis hoeschi (MERTENS, 1954)
- Trachylepis homalocephala (WIEGMANN, 1828)
- Trachylepis infralineata (BOETTGER, 1913)
- Trachylepis irregularis (LÖNNBERG, 1922)
- Trachylepis keroanensis (CHABANAUD, 1921)
- Trachylepis lacertiformis (PETERS, 1854)
- Trachylepis laevigata (PETERS, 1869)
- Trachylepis laevis (BOULENGER, 1907)
- Trachylepis langheldi (STERNFELD, 1917)
- Trachylepis lavarambo (NUSSBAUM & RAXWORTHY, 1998)
- Trachylepis loluiensis KINGDON & SPAWLS, 2010
- Trachylepis maculata (GRAY, 1839)
- Trachylepis maculilabris (GRAY, 1845)
- Trachylepis madagascariensis (MOCQUARD, 1908)
- Trachylepis makolowodei CHIRIO, INEICH, SCHMITZ & LEBRETON, 2008
- Trachylepis margaritifera (PETERS, 1854)
- Trachylepis megalura (PETERS, 1878)
- Trachylepis mekuana (CHIRIO & INEICH, 2000)
- Trachylepis mlanjensis (LOVERIDGE, 1953)
- Trachylepis monardi (MONARD, 1937)
- Trachylepis nancycoutuae (NUSSBAUM & RAXWORTHY, 1998)
- Trachylepis nganghae INEICH & CHIRIO, 2004
- Trachylepis occidentalis (PETERS, 1867)
- Trachylepis ozorii (BOCAGE, 1893)
- Trachylepis paucisquamis (HOOGMOED, 1978)
- Trachylepis pendeana (INEICH & CHIRIO, 2000)
- Trachylepis perrotetii (DUMÉRIL & BIBRON, 1839)
- Trachylepis planifrons (PETERS, 1878)
- Trachylepis polytropis (BOULENGER, 1903)
- Trachylepis principensis CERÍACO, MARQUES & BAUER, 2016
- Trachylepis pulcherrima (DE WITTE, 1953)
- Trachylepis punctatissima (SMITH, 1849)
- Trachylepis punctulata (BOCAGE, 1872)
- Trachylepis quinquetaeniata (LICHTENSTEIN, 1823)
- Trachylepis raymondlaurenti MARQUES, CERÍACO, BANDEIRA, PAUWELS & BAUER, 2019
- Trachylepis rodenburgi (HOOGMOED, 1974)
- Trachylepis sechellensis (DUMÉRIL & BIBRON, 1839)
- Trachylepis socotrana (PETERS, 1882)
- Trachylepis sparsa (MERTENS, 1954)
- Trachylepis spilogaster (PETERS, 1882)
- Trachylepis striata (PETERS, 1844)
- Trachylepis sulcata (PETERS, 1867)
- Trachylepis tandrefana (NUSSBAUM, RAXWORTHY & RAMANAMANJATO, 1999)
- Trachylepis tavaratra (RAMANAMANJATO, NUSSBAUM & RAXWORTHY, 1999)
- Trachylepis tessellata (ANDERSON, 1895)
- Trachylepis thomensis CERÍACO, MARQUES & BAUER, 2016
- Trachylepis varia (PETERS, 1867)
- Trachylepis variegata (PETERS, 1870)
- Trachylepis vato (NUSSBAUM &. RAXWORTHY, 1994)
- Trachylepis vezo (RAMANAMANJATO, NUSSBAUM & RAXWORTHY, 1999)
- Trachylepis volamenaloha (NUSSBAUM, RAXWORTHY & RAMANAMANJATO, 1999)
- Trachylepis wahlbergii (PETERS, 1870)
- Trachylepis wingati (WERNER, 1908)
- Trachylepis wrightii (BOULENGER, 1887)